# Петрівка (Новокальчевська сільська громада)
Петрі́вка — село Новокальчевської сільської громади в Березівському районі Одеської області, Україна. Населення становить 530 осіб.

## Історія
Під час організованого радянською владою Голодомору 1932—1933 років померло щонайменше 5 жителів села.

## Населення
Згідно з переписом 1989 року населення села становило 551 особа, з яких 260 чоловіків та 291 жінка.
За переписом населення 2001 року в селі мешкало 530 осіб.

### Мова
Розподіл населення за рідною мовою за даними перепису 2001 року:
| Мова       | Відсоток |
| ---------- | -------- |
| українська | 95,09 %  |
| російська  | 1,7 %    |
| вірменська | 1,32 %   |
| білоруська | 0,94 %   |
| молдовська | 0,94 %   |

## Постаті
Уродженцем села є Бошняк Віктор Вікторович (1992—2014) — солдат Збройних сил України, учасник російсько-української війни.